# Économie de la Suède
L'économie de la Suède est celle d'un pays industrialisé avec un niveau de vie très élevé. Le pays dispose d'excellentes infrastructures de transport et de communication et d'une main-d'œuvre hautement qualifiée. L'exploitation du bois, de l'hydroélectricité et de gisement de fer, ainsi qu'une importante industrie (construction automobile et de poids lourds, aéronautique, industrie papetière) sont les constituants de base de l'économie suédoise. Environ 80 % de la population salariale est syndiquée. 
La Suède est, en 2010, la 22e puissance économique mondiale.

## Histoire

### Époque contemporaine
Comme au Royaume-Uni, et en France, la spéculation immobilière de la fin des années 1980 portant notamment sur les bureaux et alimentée par les banques, se retourne brusquement en 1991. En 1992-1993, le système bancaire suédois est en faillite généralisée à l'issue de l'éclatement de cette double bulle, immobilière et financière. La Suède connaît alors trois ans de baisse successive de son PIB (de 1991 à 1993).
Au total, le coût pour l'État du sauvetage des banques s'élève à 4 % du PIB, soit un montant comparable aux 700 milliards de dollars du plan Paulson. Dès 1994, l'activité repart et, en 1997, la quasi-totalité des actifs douteux (bad bank) est vendue, souvent avec plus-value, limitant le coût final du plan pour l'État à 2 % du PIB. À la suite de cette crise, une politique de rigueur budgétaire est adoptée par le gouvernement. 
La réduction des dépenses publiques à partir de cette période a favorisé l'augmentation des inégalités. Entre 1991 et 2015, le revenu disponible moyen des ménages appartenant aux 10 % les plus riches a augmenté de 127 % (hors inflation) ; celui des classes populaires de 25 % seulement. 
En 2003, l'adoption de l'Euro fut rejetée dans un référendum où les opposants de l'Euro remportèrent une victoire convaincante. La majorité des partis politiques fut officiellement en faveur de l'adoption. Le chômage atteint 6,2 % selon les statistiques officielles en 2008 mais serait plus proche des 15 % d'après un article du Financial Times. Attention cependant, cette dernière statistique provient d'une étude qui inclut aussi les personnes pouvant travailler mais ne désirant pas forcément le faire ce qui gonfle les chiffres et va à l'encontre de la définition du chômage: "le chômage se définit comme l'état d'une personne sans emploi, apte au travail et désireuse de travailler".
En 2013, à la différence de la Finlande, décrite comme le « pays malade » de la Scandinavie, la Suède ne subit pas de récession et l'augmentation de son PIB est prévue à 2,4 %. Toutefois, sa monnaie est au plus bas depuis dix-huit mois.
La Suède présente l'un des taux d'emploi dans les administrations publiques les plus élevés des pays de l'OCDE, celui-ci s’élevant en 2018 à 138,5 ‰ (88,5 ‰ en France).

## Système de retraite
La Suède est passée à un système de retraite par points en 1998 en raison de difficultés financières. Dans ce régime, l'ensemble de la carrière compte pour le calcul des pensions, et non pas les meilleures années de salaire. En conséquence, les carrières hachées ainsi que travail à temps partiel sont pénalisés. Les pensions s’en trouvent ainsi amaigries. Les femmes sont les plus pénalisées, touchant en moyenne 600 euros de moins par mois que les hommes.
L’« équilibrage » automatique destiné à assurer la stabilité financière du régime a été enclenché à trois reprises, en 2010, 2011 et 2014. Les retraités suédois ont vu leurs pensions baisser de 3 %, 4,3 % et 2,7 %. « Devant les difficultés à obtenir une pension décente, ce système pousse les salariés à travailler plus longtemps ou à des retraités de travailler en complément. Ce qui renforce l’injustice entre cols blancs et cols bleus. », estime la Confédération des syndicats suédois. En 2019, 38 % des personnes âgées de 67 ans continuent d'exercer un emploi, contre 18 % en 2000 (juste avant le nouveau régime). 
Le taux de pauvreté des retraités s'élève à 14,7 % en 2017.

## Analyse sectorielle

### Agriculture et pêche
Le secteur agricole représente encore 3 % de la population active en Suède, alors que les terres cultivées recouvrent uniquement 10 % du pays. Le restant étant notamment couvert de forêts qui sont pour les deux tiers, quand elles sont exploitées, transformées en pâte à papier. Les terres agricoles se concentrent surtout au sud du pays, avec des spécialisations dans les céréales et dans l'élevage intensif notamment de porc, ailleurs, c'est la production de fourrage, de produits laitiers et de viande qui domine. La superficie moyenne des exploitations agricoles suédoises est de 30 hectares, alors que le fermage concerne plus de 40 % des terres arables.

### Industrie
En 1960, 43,9 % de la population employée, l'était dans le secteur secondaire mais ce chiffre passe à 29,1 % en 1987. L'électricité en Suède est 40 % d'origine nucléaire. La suède a une longue tradition métallurgique, grâce à ces gisements ferreux, à la ressource en bois abondantes et à son important potentiel hydraulique. L'industrie minière reste toujours importante pour le pays, qui est encore le premier producteur de fer européen, et notamment pour la région du Norrland. Le pays était aussi connu pour sa production industrielle dans les domaines de la construction automobiles et navales avec des centres industriels à Göteborg, Trollhättan, Linköping et Södertälje.

#### Industrie militaire
L’industrie de l’armement suédoise revendique un chiffre d’affaires de 3,5 milliards d’euros en 2017. À partir de 2012 en particulier (à la suite d'un projet de construction d’une usine de missiles en Arabie saoudite), certains partis d'opposition dénoncent les livraisons d'armes à l'Arabie saoudite et aux Émirats arabes unis notamment. En 2018, le Parlement a intégré un « critère démocratique » prévoyant une liste d’éléments à étudier sur le fonctionnement du pays destinataire avant d'autoriser les exportations d'armes. Cependant, les autorités distinguent les armes de combat et les autres équipements militaires, une nuance permettant de conserver les principaux contrats, tels ceux portants sur les radars d’alerte avancée.
Plusieurs ONG et dirigeants politiques de gauche, comme celui de Vänsterpartiet (Parti de gauche), contestent également en 2017 des contrats conclus avec des gouvernements perçus comme autoritaires ou dictatoriaux, tels ceux du Mexique, de Malaisie, de Singapour, du Pakistan, d'Oman ou de Thaïlande.

### Transport
Longtemps réputé pour être l'un des plus fiables et égalitaires d'Europe, le système ferroviaire est progressivement privatisé à partir de 2001. La concurrence a cependant généré certains désagréments pour les usagers : le réseau est devenu cher, compliqué et peu ponctuel. La privatisation a été si mal réalisée que le journaliste Mikael Nyberg l'a qualifiée de « grand brigandage ». En 2014, 70 % des Suédois se prononcent pour la nationalisation du réseau.

## PIB par habitant, par comté

PIB par habitant, par län 2004.

| Rang                                                   | Comté                    | Totale¹   | Par Habitant² | Part du PIB national |
| ------------------------------------------------------ | ------------------------ | --------- | ------------- | -------------------- |
| 1                                                      | Comté de Stockholm       | 669 900   | 363 000       | 28,54 %              |
| 2                                                      | Comté de Västra Götaland | 386 538   | 257 000       | 16,47 %              |
| 3                                                      | Comté de Skåne           | 278 254   | 244 000       | 11,85 %              |
| 4                                                      | Comté d'Östergötland     | 97 387    | 236 000       | 4,15 %               |
| 5                                                      | Comté de Jönköping       | 79 761    | 243 000       | 3,40 %               |
| 6                                                      | Comté d'Uppsala          | 69 631    | 234 000       | 2,97 %               |
| 7                                                      | Comté de Dalarna         | 62 604    | 226 000       | 2,67 %               |
| 8                                                      | Comté de Västernorrland  | 61 540    | 251 000       | 2,62 %               |
| 9                                                      | Comté de Halland         | 61 339    | 221 000       | 2,61 %               |
| 10                                                     | Comté d'Örebro           | 61 203    | 224 000       | 2,61 %               |
| 11                                                     | Comté de Gävleborg       | 60 417    | 218 000       | 2,57 %               |
| 12                                                     | Comté de Västmanland     | 60 287    | 233 000       | 2,57 %               |
| 13                                                     | Comté de Norrbotten      | 59 875    | 236 000       | 2,55 %               |
| 14                                                     | Comté de Värmland        | 59 497    | 217 000       | 2,53 %               |
| 15                                                     | Comté de Västerbotten    | 55 534    | 218 000       | 2,37 %               |
| 16                                                     | Comté de Kalmar          | 53 381    | 227 000       | 2,27 %               |
| 17                                                     | Comté de Södermanland    | 52 235    | 202 000       | 2,23 %               |
| 18                                                     | Comté de Kronoberg       | 43 256    | 245 000       | 1,84 %               |
| 19                                                     | Comté de Blekinge        | 34 566    | 231 000       | 1,47 %               |
| 20                                                     | Comté de Jämtland        | 27 628    | 215 000       | 1,18 %               |
| 21                                                     | Comté de Gotland         | 12 154    | 212 000       | 0,52 %               |
|                                                        | Extra régional           | 413       |               | 0,02 %               |
|                                                        | Totale                   | 2 347 400 | 263 000       | 100,00 %             |
| 1/ Million SEK 2/ SEK Source: Statistics Sweden (2004) |                          |           |               |                      |